# 삼생삼세 침상서
《삼생삼세 침상서》(중국어 간체자: 三生三世枕上书, 정체자: 三生三世枕上書, 병음: Sān shēng sān shì zhěn shàng shū 싼성싼스전상수[*], 영어: Eternal Love of Dream 이터널 러브 오브 드림[*])는 2020년 방송되었던 중국의 드라마이다.

## 소개
- 천족과 신선들 사이에서 일어나는 사건들을 그린 로맨스 판타지 드라마

## 등장인물
- 디리러바 - 백봉구 역
- 진초하 (Baron Chen) - 절안 역
- 가오웨이광 - 동화제군 역
- 황준첩 (黄俊捷) - 백진 역
- 장명찬 (张茗灿) - 아리 역
- 왕효 (王骁) - 사명성군 역
- 좡다페이 - 결록 역
- 원우훤(袁雨萱) - 성옥원군 역
- 이동항(李东恒) - 연송 역
- 류월비(刘玥霏) - 희형 역
- 곽품초(郭品超) - 소맥엽 역